# Paris–Roubaix 1985

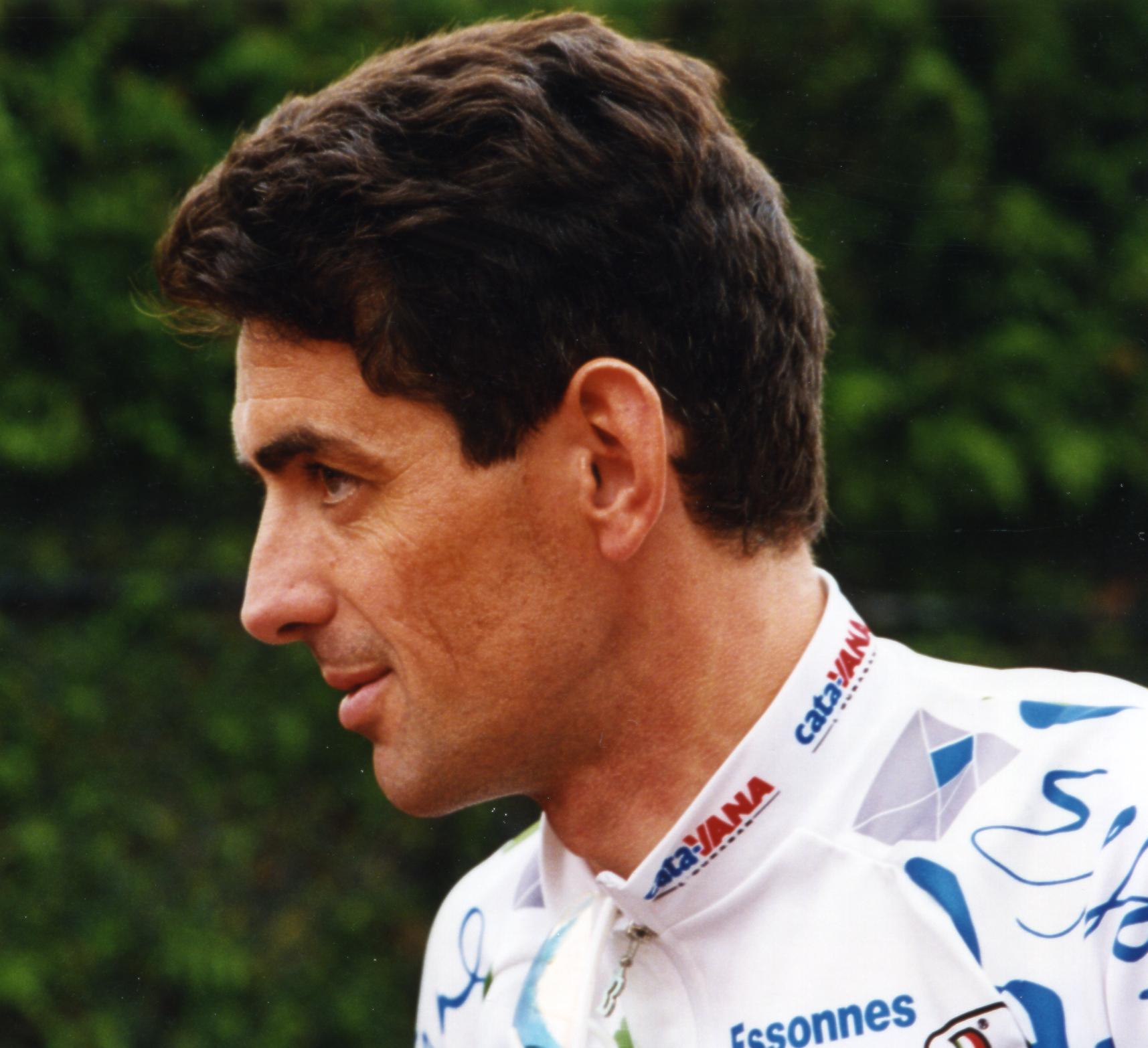
Marc Madiot

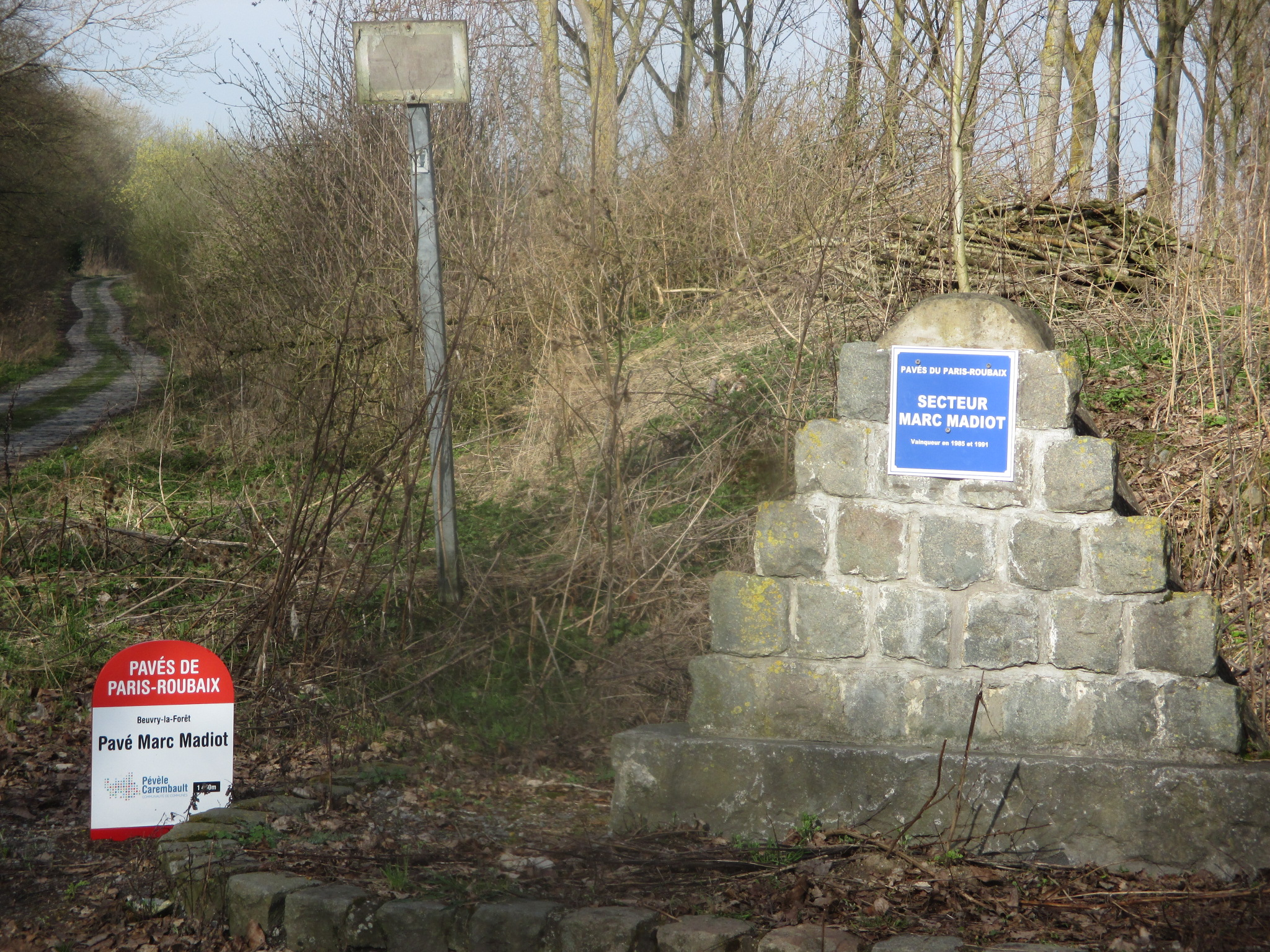
Widmung des Sektors Beuvry–Orchies an Marc Madiot

Das Eintagesrennen Paris–Roubaix 1985 war die 83. Austragung des Radsportklassikers und fand am Sonntag, den 14. April 1985, statt.
Das Rennen führte von Compiègne, rund 80 Kilometer nördlich von Paris, nach Roubaix, wo es im Vélodrome André-Pétrieux endete. Die gesamte Strecke war 268 Kilometer lang. Es starteten 172 Fahrer, von denen sich 35 platzieren konnten. Der Sieger Marc Madiot absolvierte das Rennen mit einer Durchschnittsgeschwindigkeit von 36,109  km/h.
Es war windig, es regnete und schneite. An der Carrefour de l’Arbre, rund 15 Kilometer vor dem Ziel, löste sich Marc Madiot aus einer kleinen führenden Gruppe. Keiner der anderen Fahrer konnte seinem Angriff etwas entgegenhalten, und er gewann. Zweiter wurde sein Mannschaftskamerad Bruno Wojtinek, der ihn gegen die Verfolger abgeschirmt hatte. Mit Greg LeMond platzierte sich erstmals ein US-Amerikaner unter den ersten Zehn.
Marc Madiot zu Ehren wurde 2007 der damals neu geschaffene Kopfsteinsektor von Beuvry-la-Forêt nach Orchies gewidmet. Eine Steinpyramide eingangs des Sektors trägt seinen Namen.